# Bugulma
Bugulma (tiếng Nga: Бугульма) là một thành phố Nga. Thành phố này thuộc chủ thể Cộng hòa Tatarstan. Thành phố có dân số 93.014 người (theo điều tra dân số năm 2002). Đây là thành phố lớn thứ 178 của Nga theo dân số năm 2002.